# Navadvip
Navadvip (hindi: नवद्वीप "Navadvīpa"; bengali: নবদ্বীপ, "Nabadbīp"; anche, ma nell'adattamento in lingua inglese, Nabadwip) è una suddivisione dell'India, classificata come municipality, di 115.036 abitanti, situata nel distretto di Nadia, nello stato federato del Bengala Occidentale. In base al numero di abitanti la città rientra nella classe I (da 100.000 persone in su).

## Geografia fisica
La città è situata a 23° 25' 0 N e 88° 22' 0 E e ha un'altitudine di 13 m s.l.m..

## Società

### Evoluzione demografica
Al censimento del 2001 la popolazione di Navadvip assommava a 115.036 persone, delle quali 58.268 maschi e 56.768 femmine. I bambini di età inferiore o uguale ai sei anni assommavano a 9.957, dei quali 5.107 maschi e 4.850 femmine. Infine, coloro che erano in grado di saper almeno leggere e scrivere erano 86.844, dei quali 46.885 maschi e 39.959 femmine.